# Milan Robberechts
Milan Robberechts (4 marzo 2004) è un calciatore belga, attaccante del RSCA Futures in prestito dal Fortuna Sittard.

## Carriera

### Club
Robberechts è cresciuto nel settore giovanile del Malines, dove è approdato nel 2014 proveniente dal Grimbergen. Il 28 luglio 2021 ha firmato il suo primo contratto professionistico della durata di tre anni.
Il 21 agosto 2022 ha debuttato in prima squadra nell'incontro di Pro League vinto per 5-4 contro il Westerlo, dove ha realizzato una doppietta decisiva per ribaltare il punteggio a favore del club giallorosso.
Il 3 luglio 2023 è stato acquistato a titolo definitivo dal Fortuna Sittard.

### Nazionale
Ha giocato nella nazionale belga Under-18.

## Statistiche

### Presenze e reti nei club
Statistiche aggiornate al 16 novembre 2023.
| Stagione        | Squadra         | Campionato      | Campionato | Campionato | Coppe nazionali | Coppe nazionali | Coppe nazionali | Coppe continentali | Coppe continentali | Coppe continentali | Altre coppe | Altre coppe | Altre coppe | Totale | Totale | Totale |
| Stagione        | Squadra         | Comp            | Pres       | Reti       | Comp            | Pres            | Reti            | Comp               | Pres               | Reti               | Comp        | Pres        | Reti        | Pres   | Reti   |        |
| --------------- | --------------- | --------------- | ---------- | ---------- | --------------- | --------------- | --------------- | ------------------ | ------------------ | ------------------ | ----------- | ----------- | ----------- | ------ | ------ | ------ |
| 2022-2023       | Jong Malines    | D4              | 17         | 2          |                 | -               | -               |                    | -                  | -                  |             | -           | -           | 17     | 2      |        |
| 2022-2023       | Malines         | D1              | 3          | 2          | CB              | 1               | 0               |                    | -                  | -                  |             | -           | -           | 4      | 2      |        |
| 2023-2024       | Fortuna Sittard | ED              | 5          | 1          | CO              | 1               | 0               |                    | -                  | -                  |             | -           | -           | 6      | 1      |        |
| Totale carriera | Totale carriera | Totale carriera | 25         | 5          |                 | 2               | 0               |                    | -                  | -                  |             | -           | -           | 27     | 5      |        |